# 里希滕贝格
里希滕贝格（德語：Richtenberg，發音：[ˈʁɪçtn̩ˌbɛʁk] ⓘ）是德国梅克伦堡-前波美拉尼亚州前波美拉尼亚-吕根县的城市，面积15.68平方千米，2023年12月31日人口为1,365人。